# 39アートin向島
39アートin向島（サンキューアートインむこうじま）は、東京都墨田区向島で2010年から始まった、サンキューアートの日に地域で参加しているアートプロジェクト。

## 概要
墨田区向島に暮らしながら活動をしている人々の企画を紹介するネットワークプロジェクトを主な企画として運営しているアートプロジェクト。2015年には現代アーティストのタノタイガを招聘。向島から導き出された素材やテーマで作品を作るプロジェクトも展開。最大で約40もの地域の企画が参加した。。運営は実行委員会形式で行われており、実行委員メンバーは5名。地域で活動する人々が参加している。

## 39アートin向島における「向島」
墨田区の北側、東京スカイツリーで話題の押上駅からひとつ隣、曳舟駅界隈をまとめて「向島」と呼んでいる。駅周辺の高層マンションや大型スーパーから少し離れると、狭い路地に住宅、町工場、商店街や銭湯、そこに紛れてカフェやギャラリー、アトリエなどが増えているエリア。

## 開催年と内容

### 39アートin向島2013

#### ロゴ
アーティスト樋口裕一（スミカ造形美術）によるデザイン。

#### 参加企画
東向島珈琲店で行われた東條カンナ個展「カンナのせかいのはじまり。」は保育園で描きためた絵を地域のクリエーターが展示まで昇華させたものである。絵がそのまま展示されるだけでなく、絵をもとに活版印刷の手法を用いたポストカード制作、トンボ玉（ガラス造形）のアクセサリー制作やぬいぐるみ制作などが行われた。（また近隣の個人宅では、この展示のパロディー企画が行われていた。）
また、へびのあし／ガラスのアトラスでは様々な派生企画が生まれた。その中でも「オールナイト・ズッポン！」という企画はアーティストの図師雅人が夜の21時から朝の9時まで12時間話し続けるというトークイベントで、USTREAMでの配信が夜通し行われていた。しかし早朝に、トークの相手である企画者の佐藤史治が寝てしまうというハプニングが発生した。。
■参加企画 / 企画名

- 吉田有希＋チーム犬屋敷 / 吉田有希個展「共有記憶
- 東條カンナ個展実行委員会 / 東條カンナ個展「カンナのせかいのはじまり。」
- float（図師雅人企画） / 小野冬黄展『絵の背』
- こずし隊 / へびのあし / 図師雅人個展「ガラスのアトラス」※4カ所同時個展（こすみ図書/ヨネザワエリカのオフィス/logique/あをば荘）
- SOURCE Factory / SOURCE .sight exhibition vol.12 西澤知美個展

■開催された場所

犬屋敷 / 東向島珈琲店 / float / こすみ図書/ヨネザワエリカのオフィス/logique/あをば荘 / SOURCE .sight（SOURCE Factory内）

### 39アートin向島2014

#### ロゴ

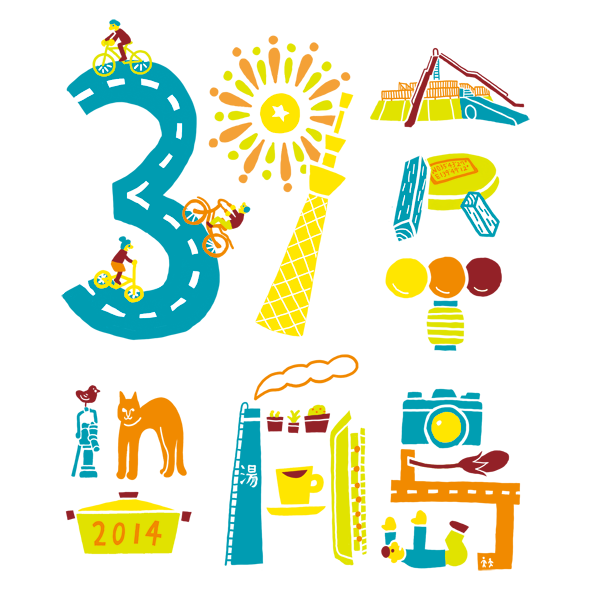
39アートin向島2014で使用したロゴ。デザイナーの古山菜摘さん、ディレクターの山内敦史さんによる。

デザイナーの古山菜摘とアートディレクターの山内敦史によるロゴ。参加企画にまつわるキーワードから要素を抽出し、向島を表すデザインとなった。

#### 参加企画
向島の様々な場所で10の企画が進行した。
アーティストや学生、研究者など様々な活動を行うメンバーが集うスペース「あおば荘」では演劇やアーティスト佐藤史治による個展が開催された。
「八広地域プラザ 吾嬬の里」という地元の住民が活用する公共施設でドンツキ協会が謝罪会見を行うなどした。
また築50年の元・町工場の一軒家をセルフリノベーションした住居兼アートスペース「yahiro8」ではパフォーマーと観客がひとつの鍋を囲む「芸とスープ」が開催された。
鳩の街通り商店街では心理ゲーム「人鳩 -JINBATO-」が青空の下で開催された。

### 39アートin向島2015

#### ロゴ

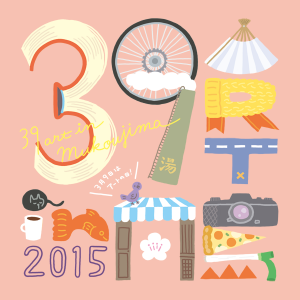
39art2015 icon-300x300

デザイナー古山菜摘によるデザイン。この年に参加した39の企画を示すイラストで構成される。

#### 参加企画
実行委員が主催する企画を含め、全体で39企画ものイベントが行われた。39アートだから39企画、というわけではなく偶然39という数字になった。主な企画としては、行き止まりの調査研究を行う団体であるドンツキ協会によるドンツキ研究室(ラボ)玉ノ井部会や、現代美術の作家佐藤史治・鳴海テヨナ・原口寛子・三原回によるシェアアトリエドマトトコのオープンスタジオなどが開催された。
■企画者／企画名
- 金藤みなみのきんみスタジオ / あけらがいっぱい あけらかふぇ
- 前田麻里 / 「GATHER×BLUE WINDOW」／前田麻里作品展・インスタレーション
- 長谷川彩子 / Fantasmagoria-ファンタスマゴリー
- 雑貨のギャラリーconeru / 昭和的ぬいぐるみ人形展
- float / float:KATAZUKE
- DanceStudioUNO / UNO子供ダンスカフェ
- 高襟〜HAIKARA〜 / 高襟〜HAIKARA〜　お散歩ダンス
- 現代美術製作所 / LIVE『チャーリー高橋（高橋裕）の傾向と対策 -その方法の展開と検証-』
- seesaw / ニットの服、雑貨の展示販売
- 墨田聖書教会ギター教室 / 39サウンド・ピクニック
- 隅田図画工房 / 工房展
- 玉ノ井カフェ． / 和紙作品展＆はざいをあーと展
- sampo / アトリエお披露目と展示
- バニヤンブックス / バニヤンブックスの仕事場
- Fumee / 【町と街】
- スミカ造形美術 / 出張屋台BAR スミフキン
- ドマトトコ / ドマトトコのオープンスタジオ
- あをば荘の人々 / はじまり　はじまり
- さぶたけ / Best friend
- 開　康寛 / 写真展のレッスン
- ドンツキ協会 / ドンツキ研究室(ラボ)玉ノ井部会
- オカザキ恭和 / 第２工場への便り。
- 田中 みさよ × yahiro 8 / うろうろスケッチさん with 小路バー やひろ
- チャレンジスポット鈴木荘 / 鈴木荘で鳩を探せ！
- 青木　威明 / Open Studio in犬屋敷　～2015犬屋敷の人々～
- リマインダーズ・フォトグラフィー・ストロングホールド / 藤井ヨシカツ写真展
- ヒコーキやろう / ヒコーキやろう
- muumuu coffee / RE
- すみだ青空市ヤッチャバ事務局 / ３９あーと　in ヤッチャバ！
- 吉田有希 / 吉田有希展「記憶のトレース」
- 大塚秀樹　亀海史明 / 大塚秀樹写真展「体温の箱庭」報告展＆町歩きイベント
- RaRa primopiano handmade soap / 美味しいせっけん Expo 2015
- 東向島珈琲店 / 今月の展示〜アフリカより〜
- 渋家 / 渋家工房
- かえるのトンネル / ３９！ケロケロ
- 角田晴美 / biotope 京島の生物棲息空間
- 39アート in 向島実行委員会 / 39アート in 向島 2015 参加拠点ツアー

■開催された場所

minami kinto studio / Spice BAR 猫六/アトリエ犬屋敷 / LE PETIT PARISIEN ルプチパリジャン / 雑貨のギャラリーconeru / float / DanceStudioUNO / 墨田区界隈のカフェやスペース / 両国門天ホール / seesaw / 墨田聖書教会 / 隅田図画工房 / 玉ノ井カフェ．/ 玉の井Showroom / samop / こすみ図書 / Fumee / いろんな拠点 / ドマトトコ / あをば荘 / さぶたけ / ヒラキエ / 玉ノ井カフェ / 吉成工業株式会社 第２工場　2F / 墨東エリア近辺/小路バー やひろ：yahiro 8横の路地 / チャレンジスポット鈴木荘 / アトリエ犬屋敷 / RPS / すみだ中小企業センター1階スペース / muumuu coffee / 京島１−１イーストコア曳舟広場/両国駅前広小路広場 / あるアトリエ / ウラダナ / 手作りせっけんアトリエ RaRa primopiano handmade soap/爬虫類館 分館2F / 東向島珈琲店 / 渋家工房 / かえるのトンネル / ウラダナ / 集合場所:小村井駅改札口/東武スカイツリーライン曳舟駅改札口/東武スカイツリーライン東向島駅改札口

#### 招聘アーティスト
6回目となる39アートin向島2015では、例年行っている地域の企画の集合体「ネットワークプロジェクト」の他に、初めてアーティストを招聘して展覧会を開催。招聘アーティストであるタノタイガは、ステージとなる墨田区を数ヶ月に渡り歩き回り、作品を制作した。

##### 声を聞く（仮） / タノタイガ
私は隅田を歩き回っています。
歩き回りながら、声を聞いています。
その声をもとに作品を作ろうと考えています。
さまざまな声を聞きながら、作品のプランは変化しています。
具体的な作品のプランは固まっていません。
展示の場所も決まっていません。
いや、今はまだ言うことができません。
私は、歩き回りながら、声を聞いています。　2015.1.19　タノタイガ

##### アーティストプロフィール
東京生まれ、仙台育ち。立体造形、映像、パフォーマンス等、多様な表現手法によって、記号性と媒体性を誇張した風刺的表現を行う。ときには、作者自身を媒体化し、日常に埋もれた社会や集団の倫理性を表出させ、作品の中にはユーモアと毒を兼ね備える。東日本大震災では自身のブログやツイッターを通じボランティアを募り「タノンティア」と称してボランティア活動を行う。

### 39アートin向島2016
過去6年を振り返るトークイベント「39アート in 向島 7年目のトーク　～これからの地域とアートの関係～（向島版！）」を実施。現代美術製作所のディレクター曽我高明とアーティスト中崎透、じゃぽにか、中里洋平、下平千夏をまじえたクロストークなどを行った。会場となったアサヒアートスクエアはこの年にクローズが決まっており、閉館イベントの一環として行われていた。また、例年行っていた「ネットワークプロジェクト」や2015年に行った招聘アーティストによる現代美術の展示は行われなかった。